# Ліса (комуна, Телеорман)
Ліса (рум. Lisa) — комуна у повіті Телеорман в Румунії. До складу комуни входять такі села (дані про населення за 2002 рік):
- Винеторі (824 особи)
- Ліса (1847 осіб) — адміністративний центр комуни

Комуна розташована на відстані 104 км на південний захід від Бухареста, 24 км на південний захід від Александрії, 121 км на південний схід від Крайови.

## Населення
За даними перепису населення 2002 року у комуні проживала 2671 особа.
Національний склад населення комуни:
| Національність | Кількість осіб | Відсоток |
| -------------- | -------------- | -------- |
| румуни         | 2363           | 88,5%    |
| цигани         | 307            | 11,5%    |
| серби          | 1              | < 0,1%   |

Рідною мовою назвали:
| Мова      | Кількість осіб | Відсоток |
| --------- | -------------- | -------- |
| румунська | 2374           | 88,9%    |
| циганська | 297            | 11,1%    |

Склад населення комуни за віросповіданням:
| Релігія        | Кількість осіб | Відсоток |
| -------------- | -------------- | -------- |
| православні    | 2635           | 98,7%    |
| адвентисти     | 32             | 1,2%     |
| реформати      | 1              | < 0,1%   |
| греко-католики | 1              | < 0,1%   |
| баптисти       | 1              | < 0,1%   |

## Зовнішні посилання
- Дані про комуну Ліса на сайті Ghidul Primăriilor